# Oscar Pedersoli
Oscar Pedersoli (ur. 3 kwietnia 1951 roku w Darfo) – włoski kierowca wyścigowy.

## Kariera
Pedersoli rozpoczął karierę w międzynarodowych wyścigach samochodowych w 1974 roku od gościnnych startów w Formule Italia, gdzie odniósł jedno zwycięstwo. W późniejszych latach pojawiał się także w stawce Włoskiej Formuły 3, Europejskiej Formuły 3, Brytyjskiej Formuły 3 BRDC Vandervell, Brytyjskiej Formuły 3 BARC, Europejskiej Formuły 2 oraz Formuły 3000.
W Europejskiej Formule 2 Włoch startował w latach 1979-1982. W pierwszym sezonie startów w ciągu dwóch wyścigów, w których wystartował, uzbierał łącznie jeden punkt. Dało mu to 21 miejsce w klasyfikacji generalnej. Rok później dorobek trzech punktów pozwolił mu zająć czternastą pozycję w końcowej klasyfikacji kierowców. W kolejnych sezonach nie zdobywał już punktów.
W Formule 3000 Włoch został zgłoszony do wyścigu na torze Zeltweg w sezonie 1986 z włoską ekipą Sanremo Racing. Jednak nie zakwalifikował się do wyścigu.